# التهاب الشبكية الفيروسي المضخم للخلايا
التهاب الشبكية الناتج عن الفيروس المضخم للخلايا، والمعروف أيضًا باسم التهاب الشبكية الفيروسي المضخم للخلايا (CMV)، هو التهاب في شبكية العين يمكن أن يؤدي إلى العمى. يحدث هذا المرض بسبب الفيروس المضخم للخلايا البشرية، ويحدث في الغالب عند الأشخاص الذين تعرض جهاز المناعة لديهم للخطر، أي 15-40% من المصابين بالإيدز.

## العلامات والأعراض
تبدأ أعراض التهاب الشبكية الفيروسي المضخم للخلايا عادةً في عين واحدة (وأيضًا لديها احتمالية انفصال الشبكية)، وتظهر على النحو التالي:
- ضبابية الرؤية
- نقاط عمياء
- بقع في محيط الرؤية

## السبب
الفيروس المضخم للخلايا (نوع من فيروس الهربس) هو الذي يسبب التهاب الشبكية الفيروسي المضخم للخلايا. تشمل الأنواع الأخرى من فيروسات الهربس فيروسات الهربس البسيط وفيروس إبشتاين بار. وبمجرد إصابة الفرد بهذه الفيروسات، فإنها تبقى في الجسم مدى الحياة. ما يؤدي إلى إعادة تنشيط الفيروس هو ما يلي (على الرغم من أن الفيروس المضخم للخلايا يمكن أن يكون خلقيًا أيضًا).
- ابيضاض الدم
- الإيدز
- العلاج الكيميائي المثبط للمناعة

## الآلية
الفيروس المضخم للخلايا البشرية (HCMV أو CMV) هو فيروس دناوي في عائلة الفيروسات الحلئية المعروفة بإنتاج خلايا كبيرة ذات شوائب نووية وسيتوبلازمية، يصيب CMV حوالي 40٪ من السكان في جميع أنحاء العالم.
تسوء حالة الخلايا في المناطق المصابة بالفيروس المضخم للخلايا لدرجة تصل إلى التنخر، على الرغم من أن الالتهاب داخل الشبكية ليس كبيرًا. يمكن أن تحدث انفصالات الشبكية التشنجية بعد تطور الثقوب في مناطق التهاب الشبكية الملتئم (قد تكون شبكية العين ضمرية). وقد لوحظ اعتلال الشبكية الزجاجي التكاثري في حالات انفصال الشبكية.

## التشخيص
يمكن تشخيص التهاب الشبكية الفيروسي المضخم للخلايا (CMV) من خلال ما يلي:
- يعتمد تكرار فحص العيون على عدد CD4، CD4 أقل من 50 خلية / مل، احتمال 0-35٪ لالتهاب الشبكية الفيروسي المضخم للخلايا)
- تحليل BUN
- عدد الخلايا اللمفاوية التائية CD8+
- التقاط الحمض النووي CMV (اختبار تفاعل البوليميراز المتسلسل (PCR)
- DNA PCR (سوائل العين)
- العبئ او الحمل الفيروسي
- فحص دم شامل

## العلاج
فيما يتعلق بعلاج التهاب الشبكية الناتج عن الفيروس المضخم للخلايا، فإن الفالغانسيكلوفير عن طريق الفم، وغانسيكلوفير عن طريق الوريد، وفوسكارنيت الوريدي، وسيدوفوفير الرابع كلها فعالة في علاج هذه الحالة. كما يمكن استخدام الحقن داخل الجسم الزجاجي، وحقن الدواء في الجسم الزجاجي بالقرب من شبكية العين، من فوسكارنيت بالتزامن مع الفالغانسيكلوفير عن طريق الفم، للعلاج أيضًا.
في كثير من الأحيان، يحتاج الأفراد المصابون بالتهاب الشبكية المضخم للخلايا (CMV) إلى إجراء عملية جراحية إما لانفصال الشبكية أو تقطير غانسيكلوفير داخل الجسم الزجاجي. يحدث انفصال الشبكية في ما يصل إلى 29% من العيون المصابة، ويكون الإصلاح أكثر فعالية باستخدام الليزر الداخلي والسداد الداخلي بزيت السيليكون. تتمتع زرعة الغانسيوكلوفير داخل الجسم الزجاجي بميزة سمية جهازية أقل. من الآثار الضارة لذلك انفصال الشبكية (ونزيف الجسم الزجاجي)، كما لا يوجد أي تأثير جهازي مفيد لمرض الجهاز المضخم للخلايا.